# Karl Heinrich Oppenländer
Karl Heinrich Oppenländer (* 17. Januar 1932 in Dörzbach, Kreis Künzelsau; † 29. August 2014) war ein deutscher Ökonom.

## Leben und Wirken
Karl Heinrich Oppenländer studierte an der Ludwig Maximilians-Universität München und wurde dort 1963 mit der Dissertation Die moderne Wachstumstheorie. Eine kritische Untersuchung der Bausteine, der Gleichgewichtskonzeption und der Wirklichkeitsnähe als Doktorand von Erich Preiser promoviert. Er war von 1958 bis 1966 Wissenschaftlicher Mitarbeiter des ifo-Instituts für Wirtschaftsforschung e.V. in München, anschließend Leiter der Abteilung Industrie. Seit 1972 war er Mitglied im Vorstand des Instituts. Im Jahre 1975 habilitierte er sich an der Universität Tübingen mit der Habilitationsschrift Berechnung und Analyse des technischen Fortschritts in der verarbeitenden Industrie der Bundesrepublik Deutschland anhand eines Modells für den investitionsinduzierten technischen Fortschritt für Volkswirtschaftslehre und Wirtschaftsstatistik. Im nächsten Jahr erfolgte die Umhabilitation an die Universität München, im Jahre 1983 wurde er dort zum apl. Professor ernannt. Von 1976 bis 1999 war er Präsident und Vorsitzender des Vorstands des ifo-Instituts als Nachfolger von Karl Maria Hettlage.
Während der Präsidentschaft von Karl Heinrich Oppenländer expandierte das Ifo-Institut, und es wurden mit Erfolg Drittmittelprojekte akquiriert. Nach Auffassung des Wissenschaftsrats geriet darüber die wirtschaftswissenschaftliche Forschung des Instituts ins Hintertreffen. Mit 67 Jahren beendete Oppenländer seine Tätigkeit als Präsident. Nachfolger wurde Hans-Werner Sinn.

## Ehrungen
Im Jahre 1977 wurde er mit dem Bundesverdienstkreuz am Bande ausgezeichnet, 1987 mit dem Bundesverdienstkreuz I. Klasse und 1994 mit dem Bayerischen Verdienstorden.

## Veröffentlichungen (Auswahl)
- Die moderne Wachstumstheorie. Eine kritische Untersuchung der Bausteine der Gleichgewichtskonzeption und der Wirklichkeitsnähe (= Schriftenreihe des IFO-Instituts für Wirtschaftsforschung, Bd. 55). Duncker & Humblot, Berlin 1963 (Dissertation Universität München) (2. Aufl. 1968).
- (mit Hermann Marcus): Eisen- und Stahlindustrie. Strukturelle Probleme und Wachstumschancen (= Struktur und Wachstum. Reihe Industrie, Bd. 14). Duncker & Humblot, Berlin 1966.
- Investitionsinduzierter technischer Fortschritt. Berechnung und Analyse für die verarbeitende Industrie der Bundesrepublik Deutschland (= Schriftenreihe des IFO-Instituts für Wirtschaftsforschung, Bd. 88). Duncker & Humblot, Berlin 1976, ISBN 3-428-03694-8 (Habilitationsschrift Universität Tübingen).
- Wachstumstheorie und Wachstumspolitik. Die Strukturdynamik als wesentlicher Erklärungsfaktor des wirtschaftlichen Wachstums und als Ansatzpunkt für eine innovationsbezogene Wachstumspolitik. Vahlen, München 1988, ISBN 3-8006-1282-8.
- (mit Judit Habuda und Marga Jennewein): Der Transformationsprozess in Ostmitteleuropa. Stärkung der Mikroebene angesagt (= IFO-Studien zur Osteuropa- und Transformationsforschung, Bd. 22). Weltforum-Verlag, München 1996, ISBN 3-8039-0449-8.
- Empirische Wirtschaftsforschung als Grundlage für unternehmerisches und wirtschaftspolitisches Handeln (= Volkswirtschaftliche Schriften, Bd. 507). Duncker & Humblot, Berlin 2000, ISBN 3-428-09979-6.

Festschriften
- Ernst Helmstädter (Hrsg.): Beiträge zur angewandten Wirtschaftsforschung. Festschrift für Karl Heinrich Oppenländer. Duncker & Humblot, Berlin 1997, ISBN 3-428-09022-5.

- Adolf Wagner (Hrsg.): Empirische Makroökonomik und mehr. Festschrift zum 80. Geburtstag von Karl Heinrich Oppenländer. Lucius & Lucius, Stuttgart 2012, ISBN 978-3-8282-0570-3.